# Der Richter (Roman)
Der Richter (Originaltitel: The Summons) ist ein Roman des US-amerikanischen Autors John Grisham der im Februar 2002 erschienen ist. Nach dem Tod seines Vaters findet Ray Atlee heraus, dass sein Vater äußerst reich war, verheimlicht das Geld aber vor seinem drogensüchtigen Bruder, aus Sorge, das Geld teilen zu müssen.

## Inhalt
Jura-Professor Ray Atlee kommt der Aufforderung seines Vaters Reuben V. Atlee, einem mittlerweile pensionierten Richter, nach und besucht ihn, um die Aufteilung des Nachlasses zwischen ihm und seinem drogenabhängigen Bruder Forrest zu erfahren. Doch als er schließlich eintrifft, ist sein Vater bereits tot. Der alte Richter ist offenbar kurz vor seiner Ankunft eines natürlichen Todes gestorben. Doch es ist nicht sein Tod, der Sohn Ray vollkommen aus der Fassung bringt. Beim Durchsuchen des Hauses findet er mehrere Kartons voller Bargeld, insgesamt über drei Millionen Dollar, die er sich nicht erklären kann. So schnell wie möglich lässt er das Geld verschwinden, um es mit seinem Bruder Forrest nicht teilen zu müssen. Er befürchtet, dass das Geld beim nächsten Dealer verschwinden würde. Forrest schöpft keinen Verdacht, der Nachlass wird gerecht aufgeteilt und die Brüder trennen sich wieder. Ray macht sich auf die Suche nach dem Ursprung des Geldes und lotet alle legalen und illegalen Möglichkeiten aus. So geht er ins Spielcasino um auszuprobieren, wie viel Geld man durch regelmäßige Gewinne zusammenbekommt, findet aber heraus, dass es kaum möglich wäre, so viel Geld anzuhäufen. Da er Geldscheine seines Vaters benutzt und er danach nicht von der Polizei gesucht wird, schlussfolgert er, dass die Scheine nicht markiert sind und daher wahrscheinlich nicht aus einer illegalen Aktion stammen können.
Ray Atlee wird immer beunruhigter, da in sein Haus mehrmals eingebrochen wird und jemand anscheinend auf der Suche nach dem Geld ist. Er versteckt es in gemieteten Containern, bekommt aber Fotos dieser Container zugeschickt. Jemand weiß über das Geld Bescheid. Ray findet heraus, dass sein Vater nach seiner Pensionierung vertretungsweise Fälle angenommen hat und über diese entschied. Als er diese Fälle durchgeht, findet er heraus, dass in einem dieser Fälle einem Mandanten viel Geld zugesprochen wurde. Dessen Anwalt Patton French, ein Star-Anwalt, dem dieses Urteil zu einer glanzvollen Karriere verhalf und reich machte, revanchierte sich bei Reuben Atlee, indem er ihm diese drei Millionen überreichte. Da dieser für seine Fälle allerdings niemals Geld annahm, rührte er es nicht an, bis er schließlich starb und Ray es fand. Ray erreichen bald daraufhin wieder Drohungen. In einer dieser Drohungen wird er aufgefordert, das Geld wieder zurück in das Haus seines Vaters zu bringen. Völlig verängstigt folgt er der Drohung. Kurz darauf wird das Haus überfallen und in Brand gesteckt, Ray kann sich nur noch mit Mühe aus dem Haus retten und fährt davon. Unterwegs wird er wegen zu schnellen Fahrens von einer Polizeistreife angehalten und verdächtigt, das Haus seines Vaters angezündet zu haben. Die Indizien sprechen gegen ihn: Zum einen war das Haus viel höher versichert, als die beiden Brüder je dafür bekommen hätten, und außerdem wurde er von einer Nachbarin gesehen, wie er kurz vor dem Brand das Haus fluchtartig verließ. Das Geld ist scheinbar ebenfalls den Flammen zum Opfer gefallen.
Ray Atlee kann sich mit Hilfe seines Anwalts Harry Rex Vonner den Verdächtigungen entledigen und bekommt den Tipp, dass sein Bruder hinter allem stecken könnte. Er findet ihn in einer versteckten Entzugsklinik, wo dieser sich zum wiederholten Mal von seiner Drogensucht befreien will, und stellt ihn zur Rede. Ray findet heraus, dass sein Bruder bereits am Tag vor ihm bei ihrem Vater war und der Richter im Todeskampf steckte. Er half ihm nach, um ihn von den Schmerzen zu erlösen, und fand später das Geld. Er wollte seinen Bruder einem Test unterziehen, um herauszufinden, ob er das Geld ordnungsgemäß teilen oder für sich behalten würde. Forrest ist der Meinung, dass sein Bruder den Test nicht bestanden hat. Er gibt zu, dass er das Haus angezündet hat und auch das Geld besitzt, will es aber vorerst für sich behalten, zumindest bis er aus der Entzugsklinik entlassen ist.

## Verbindungen zu anderen Romanen
Mehrere Figuren dieses Romans tauchen auch in anderen Romanen von John Grisham auf. So spielt der Staranwalt Patton French auch im Roman Die Schuld eine Rolle. In beiden Romanen wird er als scheinbar unendlich reicher Mensch gezeichnet und in beiden Büchern spielt eine Episode auf seiner Luxusyacht. Außerdem ist Harry Rex Vonner, der Anwalt aus Die Jury, Die Liste und Die Erbin ebenfalls wieder mit von der Partie. Des Weiteren ist Rays verstorbener Vater, Reuben V. Atlee, in Die Erbin als prozessführender Richter eine der Hauptfiguren.